# Lumumba (film)
Lumumba è un film del 2000 diretto da Raoul Peck.
Film biografico incentrato sulla figura di Patrice Lumumba, nei mesi precedenti e successivi all'indipendenza del Congo-Léopoldville dal Belgio e del suo breve mandato come primo ministro, terminato con il suo assassinio.

## Trama
Sulle parole di Lumumba sulla propria morte, sono mostrate immagini del suo trasporto notturno verso il luogo dell'esecuzione, e quelle del disseppellimento di alcuni cadaveri, successivamente smembrati e dissolti nell'acido.
1959. La visione del futuro del Congo è motivo di contrasti politici, in cui spiccano Lumumba e Ciombe, leader della ricca regione del Katanga. L'attività di vendita e promozione della birra Polar aveva permesso a Lumumba di frequentare molte persone nella capitale e conoscere Joseph Mobutu, all'epoca aspirante giornalista. Il suo attivismo politico l'aveva portato a creare il Movimento Nazionale Congolese (MNC) e proprio durante una delle riunioni di questo finisce per essere arrestato per incitamento a rivolta anti coloniale e condannato alla prigione.
Viene scarcerato in seguito a pressioni esterne per poter partecipare alla conferenza belga-congolese di Bruxelles, in cui viene espresso un fronte comune e richiesta l'indipendenza per il 30 giugno dello stesso anno. La formazione del governo viene inizialmente osteggiata da quello belga, ma si conclude positivamente con la scelta di Kasa-Vubu come primo presidente della repubblica e Lumumba come primo ministro del governo di unità nazionale. L'elenco dei ministri scontenta Ciombe e il partito CONAKAT, preannunciando la secessione dell'intera regione del Katanga.
Nella giornata dell'indipendenza, il discorso accomodante del presidente Kasa-Vubu viene contrastato da quello di Lumumba, che alla presenza del re Baldovino denuncia che le sofferenze, le ingiustizie e il razzismo subito del popolo congolese non saranno dimenticate ed esalta l'indipendenza della repubblica del Congo. Nei giorni successivi salgono le tensioni sociali e i soldati della Force Publique si ammutinano rispetto ai propri ufficiali bianchi, anche a causa delle dichiarazioni del generale in capo Émile Janssens, che dichiara che l'indipendenza è solo per i civili e non per i militari. Janssens viene rimosso da Lumumba e la Force Publique viene trasformata in esercito nazionale congolese con Mobutu eletto capo di stato maggiore.
L'instabilità del paese è motivo di interesse politico per le varie potenze: l'ambasciatore belga suggerisce un intervento del suo paese e dei partner atlantici della NATO per ristabilire l'ordine. Katanga e Sud-Kasai si dichiarano ostili al governo insediato di Léopoldville e Lumumba chiede ufficialmente un aiuto militare all'Unione Sovietica, non avendo ottenuto sostegno soddisfacente dalle Nazioni Unite.
La ripresa della regione secessionista del Kasai, compiuta con atrocità, porta all'allontanamento di Mobutu, ma l'interferenza russa viene vista dagli americani come una minaccia e Mobutu viene contattato da quest'ultimi. In una trasmissione radio il presidente Kasa-Vubu revoca l'incarico a Lumumba, che a sua volta lo sfiducia portando ad uno stallo politico. Mobutu prende il potere e blocca Lumumba agli arresti domiciliari, non staccando però le comunicazioni telefoniche. Con uno stratagemma Lumumba fugge dagli arresti domiciliari assieme alla famiglia per raggiungere Stanleyville, sede della Repubblica libera del Congo creata a seguito del colpo di Stato di Mobutu e fedele a Lumumba. Per evitare i blocchi stradali i compagni di Lumumba si dirigono su strade secondarie e nei pressi del fiume Sankuru vengono catturati dall'esercito congolese.
Trasportati in aereo nella capitale, Lumumba, il presidente del Senato Joseph Okito e il ministro degli Interni Maurice Mpolo scendono dall'aereo ammanettati con una corda, infine sono imprigionati e consegnati a Elisabethville nel Katanga, dopo l'approvazione di Mobutu e del presidente Kasa-Vubu. Subite altre torture, un dirigente del Katanga continua ad infierire su Lumumba alla presenza di consiglieri bianchi e nella notte un convoglio di autovetture li porta nella foresta.
Nella giornata dell'indipendenza da lui stesso organizzata, Mobutu, diventato capo di Stato, chiede ai presenti un minuto di silenzio per la morte di Lumumba, mentre si rivivono gli ultimi istanti di vita del primo ministro, che assiste alla fucilazione dei suoi compagni e che invoca una preghiera alla moglie. Due uomini bianchi accompagnano Lumumba ad un albero, evidenziando l'ingerenza straniera nel paese. Dopo la fucilazione sono riproposte le immagini mostrate in principio, in cui altri due uomini bianchi bruciano i resti dei cadaveri che avevano appena smembrato.

## Accoglienza
Lumumba ha ottenuto l'81% di recensioni critiche positive su 58 totali e un voto medio 6.96/10 dal sito Rotten Tomatoes e 21 recensioni critiche positive su 22 da quello Metacritic, ottenendo un punteggio metascore di 78.